# Abdiás próféta
Abdiás próféta (héberül עֹבַדְיָה (Óvadjá, régiesen Óbadjá, Obádiás) azaz "Jáh, azaz Jahve szolgája/tisztelője"), Abdiás könyvének, az Ószövetség legrövidebb könyvének a szerzője. A tizenkét kispróféta egyike.
Személyéről keveset tudunk. Régebben Akháb király udvarmesterével azonosították (vö. 1Kir 18,3-16), ezért a sírját Samáriában, Sikhemben keresték, de többek szerint nem valószínű, hogy kapcsolatba lehetne hozni Illés próféta korával. Ők azt valószínűsítik, hogy a babiloni fogság idején otthon maradt nép körében munkálkodott.
Számos keresztény egyházban szentként tisztelik. Ünnepnapja a kopt ortodox egyházban január 10., a bizánci ortodox egyházban, valamint a bizánci rítusú katolikus egyházban november 19., a latin rítusú katolikus egyházban pedig december 2.